# Episodi di A tutto reality presenta: Missione Cosmo Ridicola
Questa è la lista degli episodi di A tutto reality presenta: Missione Cosmo Ridicola, una serie animata televisiva canadese che ha debuttato il 7 settembre 2015 sul canale Cartoon Network. La serie è composta da 26 episodi, della durata di circa 22 minuti ciascuno.
| nº | Titolo originale                            | Titolo italiano                                      | Prima TV USA      | Prima TV Canada  | Prima TV Italia  |
| -- | ------------------------------------------- | ---------------------------------------------------- | ----------------- | ---------------- | ---------------- |
| 1  | None Down, Eighteen to Go, Part 1           | Pronti, partenza, e via! - Parte 1                   | 7 settembre 2015  | 4 gennaio 2016   | 7 gennaio 2016   |
| 2  | None Down, Eighteen to Go, Part 2           | Pronti, partenza, e via! - Parte 2                   | 7 settembre 2015  | 5 gennaio 2016   | 7 gennaio 2016   |
| 3  | French is an Eiffel Language                | Il francese è una lingua Eiffel                      | 8 settembre 2015  | 6 gennaio 2016   | 7 gennaio 2016   |
| 4  | Mediterranean Homesick Blues                | Le onde blu del Mediterraneo                         | 9 settembre 2015  | 7 gennaio 2016   | 14 gennaio 2016  |
| 5  | Bjorken Telephone                           | Avventura al parco nazionale                         | 10 settembre 2015 | 11 gennaio 2016  | 14 gennaio 2016  |
| 6  | Brazilian Pain Forest                       | La foresta brasiliana                                | 11 settembre 2015 | 12 gennaio 2016  | 14 gennaio 2016  |
| 7  | A Tisket, a Casket, I'm Gonna Blow a Gasket | Tutti in Transylvania                                | 14 settembre 2015 | 13 gennaio 2016  | 21 gennaio 2016  |
| 8  | Hawaiian Honeyruin                          | Aloha, Hawaii!                                       | 15 settembre 2015 | 14 gennaio 2016  | 21 gennaio 2016  |
| 9  | Hello and Dubai                             | Sfide a Dubai                                        | 16 settembre 2015 | 18 gennaio 2016  | 21 gennaio 2016  |
| 10 | New Bejinging                               | Corsa alla muraglia cinese                           | 17 settembre 2015 | 19 gennaio 2016  | 28 gennaio 2016  |
| 11 | I Love Ridonc & Role                        | Io amo il rock!                                      | 18 settembre 2015 | 20 gennaio 2016  | 28 gennaio 2016  |
| 12 | My Way or Zimbabwe                          | Un selfie in Zimbabwe                                | 21 settembre 2015 | 21 gennaio 2016  | 28 gennaio 2016  |
| 13 | Shawshank Ridonc-tion                       | Le zattere della libertà                             | 22 settembre 2015 | 25 gennaio 2016  | 4 febbraio 2016  |
| 14 | Down and Outback                            | Verso il basso e l'entroterra                        | 23 settembre 2015 | 26 gennaio 2016  | 4 febbraio 2016  |
| 15 | Maori or Less                               | Maori o meno                                         | 24 settembre 2015 | 27 gennaio 2016  | 4 febbraio 2016  |
| 16 | Little Bull on the Prairie                  | Piccolo toro nella prateria                          | 25 settembre 2015 | 28 gennaio 2016  | 11 febbraio 2016 |
| 17 | Lord of the Ring Toss                       | Il Signore (del lancio) degli Anelli                 | 28 settembre 2015 | 1º febbraio 2016 | 11 febbraio 2016 |
| 18 | Got Venom                                   | Preso il veleno                                      | 29 settembre 2015 | 2 febbraio 2016  | 11 febbraio 2016 |
| 19 | Dude Buggies                                | Las Vegas                                            | 30 settembre 2015 | 3 febbraio 2016  | 18 febbraio 2016 |
| 20 | El Bunny Supremo                            | Il coniglio supremo                                  | 1º ottobre 2015   | 4 febbraio 2016  | 18 febbraio 2016 |
| 21 | Ca-Noodling                                 | La caverna delle sorprese                            | 2 ottobre 2015    | 8 febbraio 2016  | 18 febbraio 2016 |
| 22 | How Deep Is Your Love                       | Quant'è profondo il tuo amore?                       | 5 ottobre 2015    | 9 febbraio 2016  | 25 febbraio 2016 |
| 23 | Darjeel With It                             | Un treno per Darjeeling                              | 6 ottobre 2015    | 10 febbraio 2016 | 25 febbraio 2016 |
| 24 | Last Tango In Buenos Aires                  | Ultimo tango a Buenos Aires                          | 7 ottobre 2015    | 11 febbraio 2016 | 25 febbraio 2016 |
| 25 | Bahamarama                                  | Panorama bahamaresco                                 | 8 ottobre 2015    | 15 febbraio 2016 | 3 marzo 2016     |
| 26 | A Million Ways To Lose A Million Dollars    | Un milione di modi per perdere un milione di dollari | 9 ottobre 2015    | 15 febbraio 2016 | 3 marzo 2016     |

## Pronti, partenza, e via! - Parte 1
- Titolo originale: None Down, Eighteen to go, Part 1

### Trama
Don presenta lo spin-off di A tutto reality che si svolgerà ancora una volta in giro per il mondo. Il luogo di partenza è Toronto, in Canada. Dopo aver presentato le 18 coppie fatte da 2 concorrenti (tra cui 4 già apparsi nelle stagioni precedenti: Noah, Owen, Geoff e Leonard) e aver introdotto il Don Box, una scatoletta a forma di Don contenente l'indizio per la prossima tappa il gioco comincia. La prima parte della sfida è una corsa verso la CN Tower. Una volta arrivati lì bisognerà scegliere tra l'ascensore o le scale. Chi sceglie l'ascensore dovrà camminare sul bordo della torre iper-ventilata e chi sceglie le scale dovrà semplicemente scendere a terra su una zipline con la barra a triangolo.
- Partecipanti: Crimson & Ennui, Noah & Owen, Emma & Kitty, Jacques & Josee, Sanders & MacArthur, Laurie & Miles, Geoff & Brody, Tom & Jen, Mary & Ellody, Mickey & Jay, Ryan & Stephanie, Devin & Carrie, Rock & Spud, Chet & Lorenzo, Tammy & Leonard, Kelly & Taylor, Dwayne & Dwayne Junior, Gerry & Pete
- Vincitori: Jacques & Josee

## Pronti, partenza, e via! - Parte 2
- Titolo originale: None Down, Eighteen to go, Part 2

### Trama
I 3 aerei con i concorrenti stanno arrivando in Marocco. Lì dovranno prima fermarsi a un mercatino delle spezie per comprarne 5 per lo stufato, poi prendere un cammello e recarsi in un piccolo ristorante nel deserto dove verranno preparati gli stufati. Infine bisognerà recarsi alla zona rinfresco in cui la gara finirà. La prima coppia ad arrivare sarà quella degli Amici del cuore (Carrie e Devin), infine la coppia Padre e figlio in svantaggio, riuscirà a salvarsi perché Leonard e Tammy (credendo di essere maghi) si erano fermati a fare magie. Loro sono i primi eliminati dallo show.
- Vincitori: Carrie & Devin
- Eliminazioni: Leonard & Tammy

## Il francese è una lingua Eiffel
- Titolo originale: French is an Eiffel Language

### Trama
I 3 aerei con i concorrenti si dirigono verso Parigi. Qui i concorrenti dovranno fare una gara dagli aerei fino alla Torre Eiffel e viceversa cercando di tenere "tutto intero" un pezzo di formaggio che Don consegna a tutte le coppie. Durante la gara, però, Owen non resiste alla fame e mangia un pezzo del suo formaggio e, quando Don lo scopre, lui e Noah dovranno stare fermi per 20 minuti di penalità. Allo scadere della penalità, però, mentre tutte le altre coppie sono già arrivate al punto di incontro (con MacArthur e Sanders arrivate per prime), Gerry e Pete sono ancora troppo indietro dal traguardo a causa dei limiti fisici dovuti alla loro età, arrivano al traguardo ma Gerry ne rimane con un piede fuori decretando la salvezza per Owen e Noah e l'eliminazione per i tennisti.
- Vincitori: MacArthur & Sanders
- Eliminazioni: Gerry & Pete
- Penalità: Owen & Noah

## Le onde blu del Mediterraneo
- Titolo originale: Mediterranean Homesick Blues

### Trama
Questa sfida si ambienta nel Midi, nel sud della Francia. Qui le coppie dovranno costruire un castello di sabbia nel minor tempo possibile facendo attenzione al mare agitato. Alcune coppie hanno difficoltà a costruire i loro castelli a causa delle continue maree che li distrugge, mentre le altre ci riescono a costruirli senza problemi. Ellody e Mary sono però rimaste indietro rispetto alle altre squadre dato che hanno realizzato un lungo grafico su come crearlo, ma ad un certo punto, una fortissima ondata cancella completamente i loro dati e si ritrovano costrette ad improvvisare, ricostruendo tutto dall'inizio. Dopo la costruzione dei castelli le squadre dovranno dirigersi alla "Zona Rinfresco" utilizzando delle barche e durante il tragitto vi saranno diversi problemi: Carrie e Devin rischiano l'eliminazione perché durante il tragitto la barca subisce un guasto al motore, stessa cosa per Geoff e Brody, rimasti già indietro a causa di questo finito nella bocca di uno squalo, mentre Dwayne e Dwayne Junior e Tom e Jen subiscono una penalità, quest'ultimi per essere arrivati nella spiaggia su uno yacht e non su una barca come il resto dei concorrenti. Geoff alla fine usa Brody per alimentare il motore e i surfisti riescono ad anticipare le genie all'arrivo al traguardo, facendole così eliminare.
- Vincitori: Jacques & Josee
- Eliminazioni: Ellody & Mary
- Penalità: Dwayne & Dwayne Junior, Tom & Jen

## Avventura al parco nazionale
- Titolo originale: Bjorken Telephone

### Trama
Islanda. Le coppie devono per prima cosa imparare una frase in islandese detta da un interfono, per poi ripeterla a una donna del posto dopo aver passato su un campo pieno di geyser: se la frase non è corretta, bisogna ricominciare la prova. Nella seconda parte i partecipanti possono scegliere se mangiare un piatto contenente cibo disgustoso locale, oppure entrare in una miniera ghiacciata e trovare un fossile integro. Saranno i gotici, con la loro impassibilità davanti al cibo ad arrivare primi alla zona rinfresco. Dwayne e Junior trovano il fossile ingenuamente perso dalle vegane, e completano la prova alla loro insaputa. Laurie e Miles si ritrovano pertanto costrette a mangiare la carne per restare in gioco, ma quando Laurie scoprirà che il round non era ad eliminazione scopre che non erano obbligate ad andare contro i loro principi e si arrabbierà contro Don.
- Vincitori: Crimson ed Ennui
- Penalità: Kelly e Taylor

## La foresta brasiliana
- Titolo originale: Brazilian Pain Forest

### Trama
Rio de Janeiro. La sfida consiste nel disegnare e progettare degli eleganti costumi di moda da presentare a Don nella Chill Zone, facendo però attenzione ai pericoli del parco, in primis le formiche rosse. Quasi tutte le coppie riescono a fare dei bellissimi vestiti senza problemi, ma a un certo punto Laurie viene assalita dalle formiche rosse che la mordono, costringendo così Miles a soccorrerla. Alla fine le due riescono a fare un bellissimo vestito, arrivando quasi per prime alla Chill Zone, ma ciononostante Don le penalizza dichiarando che i costumi devono necessariamente essere fatti in coppia e non da soli, e così le assegna 30 minuti di penalità.Alla fine, Jacques e Josee riescono a finire in coppia il loro costume e ad arrivare per primi alla Chill Zone, e dopo che sono arrivati tutti gli altri con i loro vestiti finiti, Laurie e Miles, nonostante la penalità fosse finita, a causa della reazione ritardata di Spud arrivano ultime 
- Vincitori: Jacques & Josee
- Eliminazioni: Laurie & Miles
- Penalità: Laurie & Miles

## Tutti in Transylvania
- Titolo originale: A Tisket, A Casket, I'm Gonna Blow A Gasket

### Trama
Transilvania, in Romania. La prima prova consiste nel portare l'altro componente della coppia in una bara fino ad un cimitero. Successivamente i concorrenti si sfideranno in un insieme di numeri acrobatici nel grande salone del castello di Dracula. Mentre alcune coppie non sono molto brave a fare acrobazie, tutte le altre ce la fanno. In questo momento Noah si invaghisce di Emma. A un certo punto, alla fine dei numeri acrobatici, Tom e Jen, e Ryan e Stephanie, sono rimasti molto in svantaggio nella prima sfida e così si ritrovano a fare una sfida "testa a testa" tra di loro. I quattro si trovano in difficoltà, poiché Tom e Jen sono in disaccordo sulla fondazione del loro blog di moda, e Ryan e Stephanie non sono in grado di fare bene le acrobazie richieste da Don. Alla fine, dopo un lungo diverbio, Tom e Jen fanno pace e così Tom e Ryan si allenano molto e riescono alla fine a fare dei bellissimi numeri acrobatici. Ryan però, grazie alle superiori, riesce insieme a Stephanie a correre più velocemente alla zona rinfresco e così lui e Stephanie si salvano, mentre Tom e Jen, arrivati ultimi, vengono eliminati
Vincitori: Jacques e Josee
Eliminazioni: Tom e Jen 
Penalità: Crimson ed Ennui
Honolulu, USA. Le coppie devono, come prima prova, tuffarsi in acque infestate da squali per cercare un anello d'oro sul fondale. Noah prende due anelli, per darne uno ad Emma, ma si impietosisce vedendo i gemelli sventura in difficoltà, e gliene dà uno. Carrie rivela a Kitty di essere perdutamente innamorata di Devin.Nella seconda prova un componente, con una collana, dovrà portare in braccio l'altro, con una gonna di paglia e fiori, sui carboni ardenti, come fanno i novelli sposi hawaiiani per dimostrare il loro amore. Saranno Ryan e Stefanie che arriveranno ultimi, ma grazie al round non eliminatorio saranno ancora in gioco.
- Vincitori: Brody & Geoff

## Sfide a Dubai
- Titolo originale: Hello and Dubai

### Trama
Dubai. Le coppie devono scegliere se pulire tutta una vetrata del Burj al Arab, oppure rispondere a una battuta di un robot lanciapalline da tennis. Noah e Owen insieme alle sorelle, spinti dall'attrazione di Noah verso Emma, decidono di allearsi. Kelly, furibonda per essere sempre maltrattata dalla figlia, le rivela che ogni suo trofeo o obiettivo raggiunto è stato comprato da suo padre, e litigano. Mentre cercano di completare le loro gare, le due scoprono che la loro prossima tappa è un centro commerciale, e così le due cercano di raggiungerlo, finché però ad un certo punto, invece di arrivare fino al traguardo decidono di fermarsi a fare shopping per perdonarsi, con la conseguenza che, mentre tutte le altre coppie arrivano in tempo al traguardo con Emma e Kitty arrivate per prime, le due finiscono ultime e vengono così eliminate.
- Vincitori: Emma & Kitty
- Eliminazioni: Kelly & Taylor

## Corsa alla muraglia cinese
- Titolo originale: New Bejinging

### Trama
Pechino. I partecipanti devono prima lanciarsi con il paracadute da un aereo nello stadio "nido di uccello", successivamente, nella sfida "uno fa e l'altro guarda", un componente deve preparare uno spiedino con le "leccornie" del luogo, mentre l'altro dovrà mangiarlo. Infine uno di loro deve prendere un risciò, e 
trainare l'altro fino alla muraglia cinese, dove è presente la zona rinfresco. Noah cerca in tutti i modi di fare colpo su Emma, prima imitandone il comportamento, poi offrendosi di mangiare lo spiedino, e infine reggendo una ruota del risciò delle sorelle, precedentemente rotta a seguito di una buca.
- Vincitori: Ryan & Stephanie

## Io amo il rock!
- Titolo originale: I Love Ridonc & Role

### Trama
Oulu, Finlandia. Qui la sfida consiste in una grande competizione a ritmo di musica, basandosi su un concerto con delle chitarre per cercare di esibirsi al meglio e divertire al massimo il pubblico finlandese, facendo però attenzione a dei germi famelici. Durante la sfida, dato che Mickey ha una forte paura dei germi, Emma ne approfitta per riempire la sua chitarra di germi di ogni tipo, facendolo svenire dalla paura. Mentre tutte le altre coppie sono molto in vantaggio sapendo suonare benissimo i loro strumenti, Mickey e Jay e Owen e Noah sono ancora rimasti indietro in quanto non sono ancora riusciti a far impazzire il pubblico, mentre Crimson e Ennui a causa della sfida nella sauna hanno perso il loro trucco e sentendosi a disagio non riescono a esibirsi in pubblico meditando l'autoeliminazione ma riescono a trovare dei nuovi costumi gotici, a fare un'ottima esibizione e ad arrivare al traguardo. Ad un certo punto, Noah inizia a suonare la sua chitarra eseguendo una suonata eccezionale, prendendosi così gli applausi del pubblico per la sua prova e salvandosi così insieme ad Owen. In seguito a ciò, Mickey e Jay arrivano ultimi con la loro conseguente eliminazione, mentre la prova sarà vinta da Rock e Spud, grazie alle loro grandi abilità nelle esibizioni musicali.
- Vincitori: Rock & Spud
- Eliminazioni: Jay & Mickey

## Un selfie in Zimbabwe
- Titolo originale: My way or Zimbabwe

### Trama
Zimbabwe. I partecipanti devono prima scattarsi un selfie mentre cadono con un gommone nelle cascate Vittoria, e successivamente farsi fare una foto con un rinoceronte bianco. Jacques e Josee, dopo aver scoperto che il loro trofeo di pietra lavica è un portasfortuna, decidono di compiere una deviazione alle Hawaii per riportarlo nel suo luogo di origine, unico modo per liberarsi dalla sfortuna. Dwayne e Junior si separano durante la prima prova, cosa che farà rischiare l'eliminazione alla coppia. Sono Jacques e Josee però ad arrivare ultimi, ma vengono salvati da Don grazie ad una puntata non eliminatoria.
- Vincitori: MacArthur & Sanders
- Penalità: Dwayne & Dwayne Junior

## Le zattere della libertà
- Titolo originale: Shawshank Ridonc-tion

### Trama
Melbourne. Durante il volo Don riferisce alle squadre dell'aggiunta del boomerang, un adesivo rosso incollato su delle dritte di viaggio, che permettono alle squadre di far rifare la sfida precedente ad un'altra squadra a loro scelta. I partecipanti sono rinchiusi in carcere, e la loro prima prova è appunto trovare un modo per evadere. Durante questa prova Chet e Lorenzo notano di avere le stesse idee e lo stesso comportamento, e, iniziano a piacersi. Le allieve poliziotte e i pattinatori, dopo varie discussioni utilizzano entrambi il boomerang, rinchiudendosi in una cella di massima sicurezza e saranno costretti ad unire le forze per uscirne. Carrie cerca di non far arrivare prima la sua squadra, per non far chiamare a Devin la sua ragazza e dichiararsi a sua volta, ma senza successo. La seconda parte della sfida consiste nel costruirsi una zattera e percorrere il fiume sino alla zona rinfresco. Se da una parte saranno proprio gli amici del cuore a contendersi il primo posto con i fratellastri, dall'altra sono le due coppie penalizzate a sperare di non uscire dal gioco. Carrie e Devin arrivano primi, ma quando il ragazzo chiama la fidanzata, questa lo lascia in diretta, spezzando il suo cuore. Sanders e MacArthur invece si ritrovano ultime, ma non era ad eliminatorio 
- Vincitori: Carrie & Devin

## Verso il basso e l'entroterra
- Titolo originale: Down and Outback

### Trama
Milford Sound, Nuova Zelanda. Come prima sfida i partecipanti devono catturare dieci conigli in un campo. Crimson e Ennui trovano un coniglio dalle sembianze gotiche, e lo porteranno con loro, chiamandolo Loki. Chet e Lorenzo, invece, pensando di catturare un coniglio albino catturano un canguro, il quale li aggredisce. I concorrenti dovranno poi prendere un aliante e viaggiare verso la Nuova Zelanda. Qui dovranno fare una corsa fino al traguardo su una pianura. Devin entra nel secondo stadio del cuore infranto, la rabbia. Mentre tutte le altre coppie sono in vantaggio in quanto in grado di correre il più veloce possibile e senza schiantarsi, le uniche coppie ad arrivare indietro sono Rock e Spud e Lorenzo e Chet a causa dei loro scarsi tempi di reazione; Rock e Spud si schiantano contro una montagna, e dopo che si sono subito ripresi e cercano di superare Lorenzo e Chet tentando di arrivare al traguardo, Spud essendosi fatto molto male alla faccia urla per il dolore, provocando una valanga che travolge entrambe le coppie. Fortunatamente, grazie a questa, tutte e due le coppie raggiungono il traguardo, anche se entrambe al penultimo posto. Tuttavia, Don dichiara che la puntata è a doppia eliminazione, così riguarda il filmato della sfida e notando che tutti e quattro hanno raggiunto il traguardo per ultimi rispetto a tutte le altre coppie, dichiara ultime entrambe le coppie e così tutti e quattro i concorrenti vengono eliminati.
- Vincitori: Jacques & Josee
- Eliminazioni: Chet & Lorenzo e Rock & Spud

## Maori o meno
- Titolo originale: Maori or Less

### Trama
Nuova Zelanda. I partecipanti devono correre per prendere un treno che li porterà alla prossima destinazione. Mentre Noah ed Emma si avvicinano sempre di più, Devin è ancora infuriato per la rottura con Shelly. Dwayne, invece, cerca in tutti i modi di rendersi figo agli occhi del figlio, anche chiedendo consigli ai surfisti, per avere più attenzioni. Le coppie, arrivate sul posto, devono scegliere se fare bunjee jumping su un ponte e prendere un pesce dal fiume sottostante o ballare la haka davanti a dei locali. Dopo la vittoria dei pattinatori, Noah e Owen si ritrovano ultimi, staccati dalle sorelle nel finale. Quando le sorelle si accorgono che, arrivando penultime, l'amore di Noah ed Emma intralciava la loro gara, quest'ultima dice al ragazzo, ormai presumibilmente eliminato, che la loro storia non potrà proseguire fino alla fine del programma, rompendogli il cuore. Don però con un colpo di scena rivela che il round non era ad eliminazione, salvando i ragazzi. Nel finale dell'episodio Dwayne si fa un tatuaggio sul mento per rendersi rispettabile al figlio, ma scopre subito che è da donna.
- Vincitori: Jacques & Josee

## Piccolo toro nella prateria
- Titolo originale: Little Bull on the Prairie

### Trama
Alberta, Canada. Devin è entrato nel terzo stadio del cuore infranto, la disperazione, che la accompagnerà per tutto l'episodio. Anche Noah dopo la rottura si trova in un grande stato di depressione. Dwayne, dopo essere stato preso in giro per il suo tatuaggio, inizia a tirare sfortuna alla sua coppia.
Le coppie devono guidare fino ad un ranch, dove devono mangiare una pentola di fagioli con le cotiche, alla fine della quale si troverà la dritta. La seconda sfida consiste nel cavalcare un toro meccanico per 8 secondi. I surfisti riusciranno con successo a finire entrambe le sfide e arriveranno primi. Owen e Noah, a causa della depressione del ragazzo, e Dwayne e Junior, a causa delle scarse abilitá di resistenza del padre , lotteranno per salvarsi, e sarà la coppia padre e figlio a salutare il programma. Alla fine dell'episodio Emma dice a Noah che a gara finita potranno rimettersi insieme, tirandolo su di morale.
- Vincitori: Brody & Geoff
- Eliminazioni: Dwayne & Junior

## Il signore (del lancio) degli Anelli
- Titolo originale: Lord of the Ring Toss

### Trama
Gli ultimi 8 team rimasti volano su 4 elicotteri diversi, ognuno che trasporta 2 squadre, verso la Svezia, nell'area a nord, nella zona del circolo polare artico. Ogni squadra deve trovare un anello nella neve e incastrarlo nel corno di un narvalo, evitando che l'anello cada nel mare ghiacciato. Quindi devono giungere con una motoslitta una seconda area dove devono costruire un tipico igloo eschimese. Devin raggiunge il quarto stadio del cuore infranto, il toccafondo. Non ci sono eliminazioni, nonostante Stephanie e Ryan arrivino ultimi, a causa di avere usato un boomerang contro loro stessi.
- Vincitori: Brody & Geoff

## Preso il veleno
- Titolo originale: Got Venom

### Trama
Indonesia. Qui le coppie devono procurarsi una fiala di veleno di drago di Komodo. I gotici, grazie al loro coniglietto, riescono a procurarsi subito il necessario per proseguire. Successivamente i concorrenti devono trovare un tappeto con sopra il logo del programma in mezzo a molti altri. Dopo la vittoria dei gotici, Owen fa cadere un cumulo di tappeti sul compagno, e non riuscirà a salvarlo in tempo restando quindi ultimi. Noah riuscirà comunque a conquistare Emma, con un bacio finale prima di essere spedito a casa.
- Vincitori: Crimson & Ennui
- Eliminazioni: Noah & Owen

## Las Vegas
- Titolo originale: Dude Buggies

### Trama
Las Vegas. La prova è del genere del tipo "a te la scelta", dove i partecipanti possono decidere se pilotare una dune buggy o fare uno spettacolo di magia. Nel primo caso un componente sale su una torretta con un telecomando a distanza, mentre l'altro, seduto sul mezzo, deve raccogliere tre bandiere in meno di un minuto. Nel secondo caso invece, uno si traveste da mago e uno da assistente, quest'ultimo deve entrare in una gabbia con un leone, mentre l'altro deve tirare una leva per far sparire l'animale. Devin, durante questa prova, fa sparire per sbaglio Carrie nella gabbia dei leoni, e proprio in questo momento capisce di essere sempre stato innamorato della ragazza. Sfortuna vuole che nello stesso istante Carrie "apre gli occhi", e capisce che non riuscirà mai a conquistarlo, data la sua impassibilità davanti a tutte le sue precedenti avances. 
- Vincitori: Crimson & Ennui

## Il coniglio supremo
- Titolo originale: El Bunny Supremo

### Trama
Messico. Le coppie in questa prova si dividono: uno dovrà scegliere un peperoncino da mangiare, e a seconda della piccantezza l'altro dovrà tuffarsi da una scogliera più o meno alta. Mentre Ryan e Carrie, spinti dai compagni di squadra a saltare dal punto più alto, fanno conoscenza l'uno dell'altra, i pattinatori cercano in tutti i modi di ostacolare i gotici, vincitori delle puntate precedenti. Jacques riesce a rapire il coniglietto Loki della coppia, facendoli perdere tempo poi per cercarlo. Saranno proprio Crimson e Ennui che, a causa del sabotaggio, verranno eliminati dopo una corsa contro i surfisti su degli asini.
- Vincitori: MacArthur & Sanders
- Eliminazioni: Crimson & Ennui

## La caverna delle sorprese
- Titolo originale: Ca-Noodling

### Trama
Cần Thơ, Vietnam. In questo episodio entra in gioco il biglietto salterino, che farà saltare la sfida successiva alla squadra che lo troverà. I concorrenti devono riunirsi in due supersquadre e pescare sei pesci gatto a mani nude, se trovano il pesce gatto con il logo del programma verrà dato loro il biglietto salterino. Le due supersquadre saranno composte da: Jacques & Josee, MacArthur & Sanders e Ryan & Stephanie da una parte, Devin & Carrie, Geoff & Brody, Emma & Kitty dall'altra. La prima supersquadra, capendo che potranno progredire solo collaborando, decide di sabotare la seconda, facendo pescare a Devin un coccodrillo. Sarà inutile, perché la supersquadra degli amici del cuore riuscirà comunque a terminare la prova. Jacques però riesce a trovare il pesce con il logo, facendo arrivare tutte le squadre alla zona rinfresco. La seconda prova consiste nel trovare l'uscita da una caverna. Dopo una corsa all'ultimo istante, sono i surfisti a lasciare il gioco.
- Vincitori: Jacques & Josee, MacArthur & Sanders e Ryan & Stephanie (alleanza denominata come "Asse del male")
- Eliminazioni: Brody & Geoff

## Quant'è profondo il tuo amore?
- Titolo originale: How Deep Is Your Love

### Trama
Siberia, Russia. La prima prova consiste nel raggiungere il pozzo superprofondo di Kola su un ice yacht, in costume da bagno. Qui un membro per coppia si farà calare dal suo compagno fino al fondo, dove dovrà cercare una pallina prima di essere riportato in superficie. Con questa si dovranno recare alla zona rinfresco. Josee riesce a rubare la palla e a spaccare la torcia a Kitty, nonché a far incollare la lingua di MacArthur su un secchio, ma ciò comporterà loro una penalità di 30 minuti, che non comporterà però variazioni di posizione. Sono proprio queste due squadre a lottare per non essere eliminate, con le sorelle ad avere la meglio. MacArthur infatti per recuperare terreno fa schiantare Sanders sul suolo del pozzo, rompendole un braccio. Il round però è senza eliminazione, e Don chiede all'allieva poliziotta se se la sente di proseguire nella gara. Sanders annuisce, facendogli capire che la coppia è ancora in gioco.
- Vincitori: Jacques & Josee
- Penalità: Jacques & Josee

## Un treno per Darjeeling
- Titolo originale: Darjeel With It

### Trama
Darjeeling, India. La prima sfida consiste nel riempire una cesta per concorrente di foglie di tè per ricevere la nuova dritta, che li porterà su un treno. Questo alterna per ogni vagone uomini e animali, e alle coppie ne verrà assegnato uno in base all'ordine di arrivo. Le squadre dovranno arrivare fino al primo vagone prima della fine della corsa del treno per uscire ed arrivare alla zona rinfresco. I pattinatori grazie a dei sabotaggi alle altre squadre arrivano primi sul treno, seguiti dagli amici del cuore, dalle allieve poliziotte, dalle sorelle e dai fidanzati. Qui Jacques riesce a staccare i vagoni successivi dal resto del treno, facendo rimanere indietro le allieve poliziotte e i fidanzati, ma questo comporterà loro una penalità di 60 minuti. Sono i fidanzati che lotteranno contro la penalità dei pattinatori per non perdere. Alla fine verranno eliminati Ryan e Stephanie, per non essere arrivati in tempo alla zona rinfresco. Devin scopre che Carrie è da sempre innamorata di lui, ma non riuscirà ancora a dichiararsi.
- Vincitori: Emma & Kitty
- Eliminazioni: Ryan & Stephanie
- Penalità: Jacques & Josee

## Ultimo tango a Buenos Aires
- Titolo originale: Last Tango in Buenos Aires

### Trama
Buenos Aires, Argentina. Come prima prova devono esibirsi in un classico tango argentino davanti a un locale. Successivamente devono montare un cavallo e catturare un emu con delle bolas, per poi portarlo con loro fino alla zona rinfresco. Mentre i pattinatori e le allieve poliziotte si contendono la vittoria, con i primi vincenti, le altre due coppie sono in difficoltà. Infatti, se da una parte le sorelle sono state sabotate da Jacques riempiendo di olio il loro emu, gli amici del cuore riscuotono molta difficoltà in entrambe le prove, perché Devin si trova in uno stato di grande tensione, non riuscendo a dichiararsi alla ragazza. Quando però questi pensano, non vedendo le sorelle, di essere gli ultimi, il ragazzo finalmente si propone a Carrie e i due si mettono insieme. Dopo aver scoperto di non essere ultimi ci sarà una corsa tra queste due squadre con vincenti gli amici del cuore. Emma infatti inciampa su un sasso e Kitty, legata all'emu per far sì che le bolas avessero presa, perde il controllo e colpisce Devin, scaraventandolo in un burrone. La puntata non è eliminatoria, quindi le sorelle sono ancora in gioco. Devin, completamente fasciato per le gravi ferite, confessa a Don di non essere in grado di continuare la gara. Il conduttore pertanto rivela alle squadre che per regolamento Carrie e Devin devono scegliere una coppia eliminata per farla tornare in gioco, e sarà a favore dei surfisti, i quali li avevano precedentemente aiutati in alcune sfide.
- Vincitori: Jacques & Josee
- Eliminazioni: Carrie & Devin
- Rientrano in gioco: Geoff & Brody

## Panorama bahamaresco
- Titolo originale: Bahamarama

### Trama
Nassau, Bahamas. Come prima sfida i concorrenti devono trovare tra migliaia di altre mappe una con il logo del programma, dopodiché si devono recare in acquascooter fino a una palafitta per ricevere la prossima dritta. La persona che avrà la dritta in mano dovrà immergersi in delle caverne sott'acqua muniti della mappa, di una torcia e di una bombola di ossigeno per trovare un sacchetto con dei dobloni d'oro, necessari per dirigersi alla zona rinfresco. I pattinatori si ritrovano in difficoltà a causa della claustrofobia di Josee. Infatti prima si muoverà a rilento per la sua paura, e poi grazie alla sua iperventilazione si ritroverà senza ossigeno. Verrà aiutata dal giuramento di polizia di MacArthur, la quale vedendola senza via di uscita dividerà il suo ossigeno con lei. Kitty viene trascinata da un pesce e resta incastrata tra delle rocce, e riuscirà a liberarsene solo togliendosi le bombole e trattenendo il respiro. Dopo la vittoria meritata dei surfisti, le altre tre squadre si contenderanno i due posti rimanenti. Arrivano ultime le sorelle, ed essendo un round ad eliminazione lasciano il programma ad un passo dalla finale.
- Vincitori: Brody & Geoff
- Eliminazioni: Emma & Kitty

## Un milione di modi per perdere un milione di dollari
- Titolo originale: A Million Ways to Lose a Million Dollars

### Trama
New York è la meta finale delle tre squadre arrivate fino a questo punto: i pattinatori, le allieve poliziotte e i surfisti. Come prima prova le squadre dovranno prendere un taxi e guidare nel traffico fino all'Empire State Building. Qui dovranno salire fino in alto, prendere la valigetta con la dritta e dirigersi verso Central Park. Geoff & Brody sono i primi a tagliare il traguardo di metà gara, mentre dopo una sfida all'ultimo secondo saranno Jacques & Josee ad avere la peggio. La prova successiva consiste nel trovare una boa nel lago di Central Park con scritta la combinazione della valigetta, dove all'interno si trova l'ultima dritta di viaggio, quella che li porterà al traguardo finale. I surfisti perdono molto terreno per essersi recati nel lago sbagliato, per cui sarà una lotta squadra contro squadra. Tutti i partecipanti del programma sono presenti a fare il tifo ai finalisti. Nel finale italiano festeggeranno tutti Sanders e MacArthur, le quali si porteranno a casa il malloppo in una corsa all'ultimo respiro.
- Vincitori: MacArthur & Sanders (Brody & Geoff nel finale alternativo)
- Secondo posto: Brody & Geoff (MacArthur & Sanders nel finale alternativo)
- Terzo posto: Jacques & Josee
- Camei: Anne Maria, Chris, Blaineley